# Instituto Guatemalteco de Seguridad Social
El Instituto Guatemalteco de Seguridad Social (IGSS) es una institución gubernamental, autónoma, dedicada a brindar servicios de salud y seguridad social a la población que cuente con afiliación al instituto, llamada entonces asegurado o derechohabiente.
El IGSS fue creado por el Decreto n.º 295 del Congreso de la República de Guatemala y firmado por el entonces Presidente de la República de Guatemala el Doctor Juan José Arévalo. 
La misión del IGSS es la siguiente: Proteger a nuestra población asegurada contra la pérdida o deterioro de la salud y del sustento económico, debido a las contingencias establecidas en la ley. La visión es: Ser la institución de seguro social caracterizada por cubrir a la población que por mandato legal le corresponde, así como por su solidez financiera, la excelente calidad de sus prestaciones, la eficiencia y transparencia de gestión.
El Instituto Guatemalteco de Seguridad Social es parte de la membresía de la Conferencia Interamericana de Seguridad Social, organismo internacional técnico y especializado, que tiene el objetivo de fomentar el desarrollo de la protección y seguridad social en América. 

## Estructura de la organización

### Junta directiva
La junta directiva es la autoridad suprema del Instituto y, en consecuencia, le corresponde la dirección general de las actividades de éste, y está integrada por seis miembros propietarios y seis miembros suplentes de la siguiente forma:
| Cargo                  | Nombrado por                                                  |
| ---------------------- | ------------------------------------------------------------- |
| Presidente             | Organismo Ejecutivo                                           |
| Primer vicepresidente  | Junta Monetaria del Banco de Guatemala                        |
| Segundo vicepresidente | Consejo Superior de la Universidad de San Carlos de Guatemala |
| Vocal                  | Colegio de Médicos y Cirujanos de Guatemala                   |
| Vocal                  | Nombrado por los patronos                                     |
| Vocal                  | Nombrado por los Trabajadores                                 |
| Secretario             | N/A                                                           |

| Presidente             | Licenciado José Adolfo Flamenco Jau                                                                                    |
| Primer vicepresidente  | Lic. Hugo Fernando García Gudiel, nombrado por la Junta Monetaria del Banco de Guatemala                               |
| Segundo vicepresidente | Licenciado Edgar Alfredo Balsells Conde, nombrado por el Consejo Superior de la Universidad de San Carlos de Guatemala |
| Vocal                  | Dr. Allan Jacobo Ruano Fernández, nombrado por el Colegio de Médicos y Cirujanos de Guatemala                          |
| Vocal                  | Oscar Eduardo Montoya White, Nombrado por los Patronos                                                                 |
| Vocal                  | Señor Adolfo Lacs Palomo, nombrado por los Trabajadores                                                                |

### Miembros Suplentes
Los miembros propietarios deben ser sustituidos en sus ausencias temporales o accidentales por sus respectivos suplentes. 
En caso de falta definitiva de un propietario, debe ocupar el puesto de éste su personas o entidades encargadas de hacer el nombramiento que proceda deben limitarse a designar un nuevo suplente también por el resto de dicho período. (Artículo 6, Capítulo II, de la Ley Orgánica del Instituto Guatemalteco de Seguridad Social, Decreto 295 del Congreso de la República). 
Los miembros suplentes de la actual Junta Directiva son: 
| Por el Organismo Ejecutivo                                           | Dr. Manuel Vicente Paiz Loarca     |
| Por la Junta Monetaria del Banco de Guatemala                        | Lic. Efren Arturo Rosales Álvarez  |
| Por el Consejo Superior de la Universidad de San Carlos de Guatemala | Dr. Erick Arnoldo Porres Mayén     |
| Por el Colegio de Médicos y Cirujanos de Guatemala                   | Dr. Conrado Antonio Rivera Lara    |
| Por el sector Patronal                                               | M.Sc. Douglas Ovalle Ruano         |
| Por el sector Laboral                                                | Sr. Juan Francisco Mendoza Estrada |

### Servicios para los afiliados
Todo aquel trabajador que pague sus cuotas al instituto es considerado «afiliado» al mismo.  En 2014, el Instituto Guatemalteco de Seguridad Social contaba con aproximadamente un millón doscientos mil trabajadores afiliados, de los seis millones de ciudadanos económicamente activos en el país.
- Atención médica en las Unidades Asistenciales del IGSS, tanto en consulta externa como en hospitalización.
- Asistencia en medicina general quirúrgica y especializada.
- Medicina que el médico tratante del IGSS indique.
- Laboratorio clínico, rayos X, electroencefalogramas y otros que contempla la institución en caso de que el médico tratante del IGSS lo indique.
- Resolución de problemas en el trabajo relacionadas con la enfermedad.
- Transporte en caso de ser necesario para ser tratado con urgencia en un Centro Asistencial del IGSS.
- Se orientará y educará sobre enfermedades y accidentes a través de diferentes medios de comunicación.
- Rehabilitación.
- Tratamiento psicológico y social.
- En caso de recuperación, por asuntos de distancia, el IGSS proporciona a sus afiliados hospedaje, alimentación y pasaje.
- Atención por maternidad a la esposa o conviviente, si está inscrita en el programa.
- Atención a hijos menores de cinco años.
- Se proporcionará aparatos ortopédicos.
- Suspensión de labores por problemas de salud[4]

### Prestaciones para los afiliados
Las prestaciones en dinero por los cuales el IGSS se responsabiliza son:
- Dos terceras partes del salario diario por incapacidad debido a enfermedad o a un accidente.
- A las trabajadoras en caso de maternidad, el cien por ciento de salario durante su descanso.
- Por incapacidad permanente por un daño físico.
- Pensión por vejez.
- Por fallecimiento de un trabajador y para gastos de entierro.
- A familiares por incapacidad del afiliado.
- En caso de desaparición física.
- En caso de incapacidad permanente[4]

## Reseña histórica

### Fundación

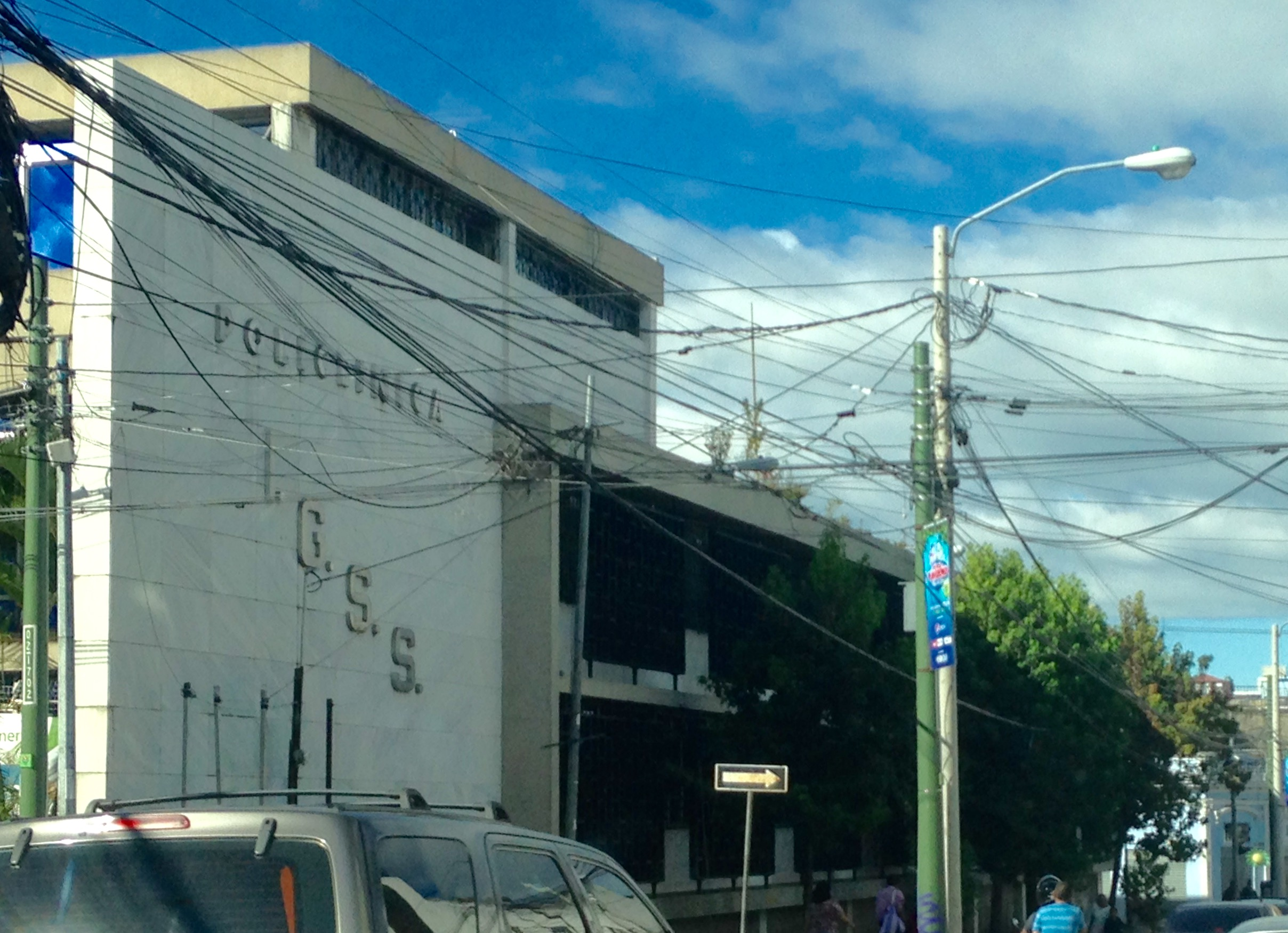
Policlínica del IGSS en el Centro Histórico de la Ciudad de Guatemala en diciembre de 2015.

El Gobierno de Guatemala, durante la presidencia del Doctor Juan José Arévalo Bermejo gestionó la llegada a Guatemala de dos técnicos en materia de Seguridad Social; ellos fueron el Lic. Oscar Barahona Streber, oriundo de Costa Rica y el chileno Walter Dittel quienes hicieron un estudio de las condiciones económicas, geográficas, étnicas y culturales de Guatemala. El resultado de este estudio lo publicaron en un libro titulado Bases de la Seguridad Social en Guatemala. Al promulgarse la Constitución de la República de los gobiernos revolucionarios, se incluyó entre las Garantías Sociales en el Artículo 63 el establecimiento de un Seguro Social obligatorio.
El 30 de octubre de 1946, el Congreso de la República de Guatemala, emitió el Decreto número 295, Ley orgánica del Instituto Guatemalteco de Seguridad Social por medio del cual se creó la institución.  La ley orgánica especifica que el IGSS es autónomo, tiene derecho público de personería jurídica propia y plena capacidad para adquirir derechos y contraer obligaciones, cuya finalidad es aplicar en beneficio del pueblo de Guatemala, un régimen nacional, unitario y obligatorio de Seguridad Social, de conformidad con el sistema de protección mínima.
La más reciente Constitución Política de la República de Guatemala, promulgada el 31 de mayo de 1985, señala en el artículo 100 que en cuanto a Seguridad Social el Estado reconoce y garantiza el derecho de la seguridad social para beneficio de los habitantes de la Nación.

### Enriquecimiento ilícito de miembros de la Junta Directiva
Debido a los contratos millonarios y fuertes ingresos que maneja el Seguro Social, ha estado expuesto a graves casos de enriquecimiento ilícito.  Por ejemplo, el 2 de mayo de 2006 una corte de apelaciones revocó la sentencia de trece años de prisión y la multa de veinticinco millones de quetzales que se le habían impuesto al vicepresidente del IGSS, Jorge Mario Nufio por apropiación ilícita de trescientos cincuenta millones de quetzales en 2005.  Otra caso fue el del presidente de la Junta Directiva Carlos Wohlers, quien fue enviado a prisión en 2006 por falsificaciones que hiciera en la transferencia de fondos del instituto.

### Presidencia de Luis Reyes Mayen
En 2007, el expresidente de la Cámara del Agro de Guatemala, Luis Reyes Mayen, fue nombrado como presidente de la Junta Directiva del Instituto Guatemalteco de Seguridad Social. Reyes Mayen tendría que haber abandonado el cargo en 2009, pero continuó en el cargo hasta que fue destituido por el presidente Otto Pérez Molina en 2013 quien afirmó que Reyes Mayén ejercía de manera ilegal el cargo, pues el mandato para el que fue designado ya había vencido, y que había serias denuncias de corrupción en su contra.
Una semana después de ser destituido Reyes Mayen, se produjo un escándalo cuando el destituido presidente apareció en un video obteniendo favores sexuales en su despacho de parte de una supuesta empleada que le pide un ascenso para nuevas plazas en el IGSS. El escándalo provocó diversas reacciones: por ejemplo, el nuevo presidente del IGSS, Juan de Dios Rodríguez, dijo que en el despacho se encontraron otros materiales comprometedores e inmorales, por lo que se levantó el acta respectiva con notario y auditor.
El nuevo presidente de la institución advirtió que las evidencias servirán para entablar acciones legales, administrativas o penales, contra su antecesor, quien se entregó finalmente en enero de 2015, aunque quedó en libertad condicional luego de cancelar una medida sustitutiva por quinientos veinticinco mil quetzales.

### Presidencia de Juan de Dios Rodríguez

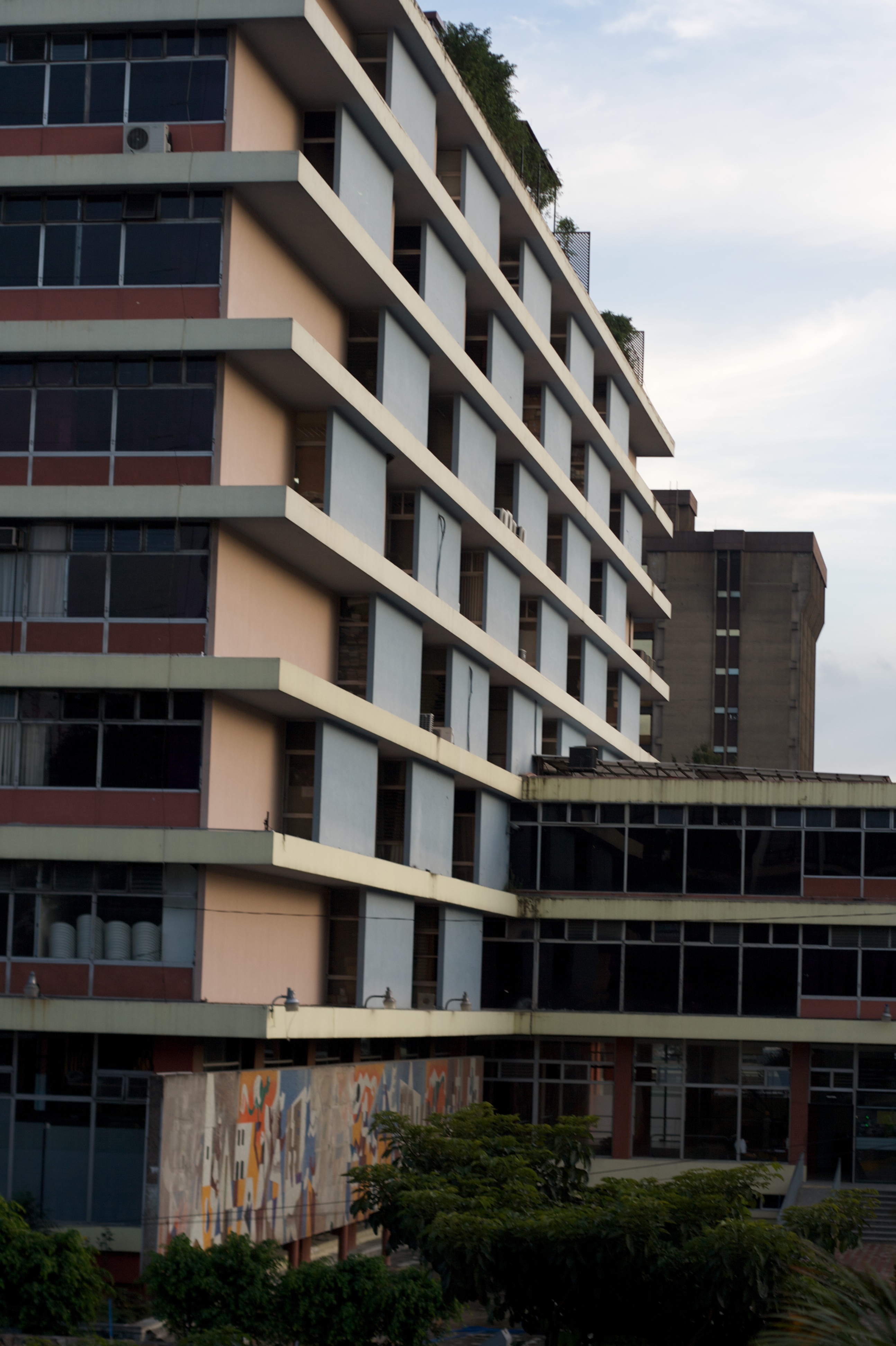
Vista parcial de la sede central del Instituto Guatemalteco de Seguridad Social en la Ciudad de Guatemala en 2010. Los murales que se observan en el primer piso fueron elaborados por el pintor guatemalteco Carlos Mérida.

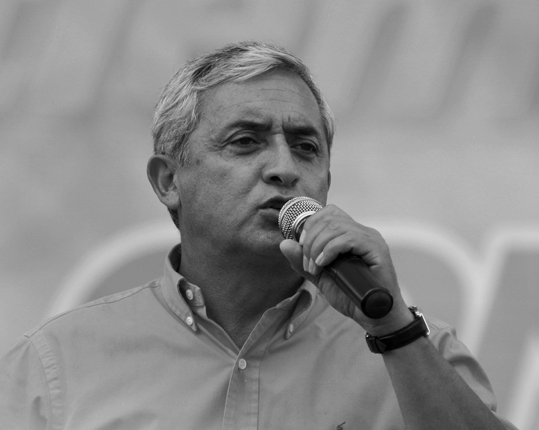
General retirado Otto Pérez Molina, presidente de Guatemala desde 2012. En 2013 designó a Juan de Dios Rodríguez, hasta entonces secretario privado de la Presidencia, como presidente del IGSS tras los escándalos de corrupción del antiguo presidente Luis Reyes Mayen.

En abril de 2013, el Presidente de Guatemala, Otto Pérez Molina designó a Juan de Dios Rodríguez como nuevo presidente del Instituto Guatemalteco de Seguridad Social, en sustitución de Luis Reyes Mayen. La principal misión de Rodríguez, dijo entonces el mandatario, era «limpiar la corrupción» el Instituto.
Criticado inicialmente por su abrupta toma del control del Seguro Social y por su falta de idoneidad para el cargo, el exmayor Juan de Dios Rodríguez fue posteriormente acusado de procesos de licitación anómalos y compras sobrevaloradas sin que se pudiera comprobárselo.
Entre otros actos de corrupción de Rodríguez figurarían la compra de un sistema de software valorado en más de doscientos cincuenta millones, el incremento de las compras directas de medicamentos y licitaciones dirigidas a nuevos proveedores, y cambios en el Listado Básico de Medicamentos.

#### Caso IGSS-Pisa

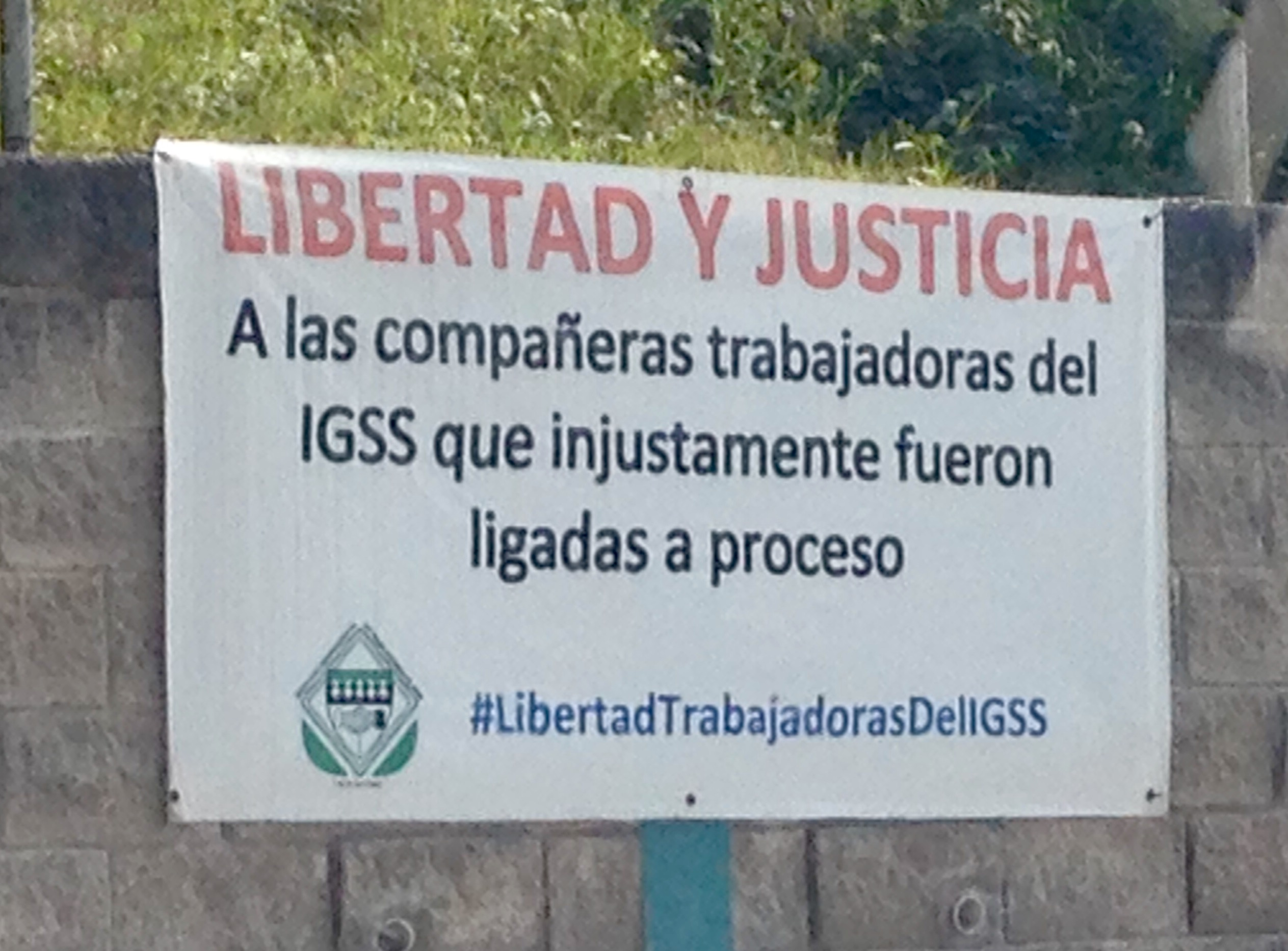
Pancarta en favor de las enfermeras aprehendidas por el caso IGSS-Pisa en 2015.

Bajo la dirección de Rodríguez, el Seguro Social adjudicó el 20 de diciembre de 2014 un contrato superior a los ciento dieciséis millones de quetzales a la Droguería PISA, la que a su vez subcontrató a un sanatorio privado para tratar a quinientos treinta enfermos renales, ya que no tenía capacidad para hacerlo en sus instalaciones.  El convenio era proporcionar a los afiliados diálisis peritoneal en forma continua, o ambulatoria o en la unidad de consulta externa.
El miércoles 25 de febrero de 2015, la organización popular «Acción Ciudadana» (AC) calificó como lesivo dicho contrato ya que la adjudicación se otorgó a la empresa que ofertó un menor costo, pero que en realidad no tenía la capacidad para atender a los enfermos que requerían los servicios de diálisis peritoneal.  La firma Baxter, que perdió la licitación, era la que en los últimos seis años suministró diálisis a los afiliados del Seguro Social que padecen de los riñones; el servicio era satisfactorio ya que llevaba medicamentos y el servicio viviendas de los enfermos si era necesario.
Estos son, entre otros, los factores negativos del caso tanto en lo relativo a Pisa como el sanatorio particular subcontratado:
- No contaba con una sala específica para tratar a los pacientes.
- No tenía personal para atender y recibir a los que requerían tratamiento.
- No llevaban control de citas con carné u otro tipo de sistema.
- Los medicamentos que se recetaban no eran los mismos que los pacientes habían estado recibiendo con la empresa Baxter.[11]

El 20 de mayo de 2015 se presentó el caso por supuesta corrupción de la junta directiva del Instituto Guatemalteco de Seguridad Social cuyos integrantes fueron capturados por supuestas anomalías en un contrato que el seguro social firmó con la empresa farmacéutica PISA, por medio de la cual se brindaron servicios a pacientes con enfermedades renales y que es acusada de causar la muerte de varios pacientes por las deficiencias en el tratamiento, falta de limpieza e insuficiencia de las instalaciones.
En total hubo dieciséis capturas, entre ellas la del presidente de junta directiva del IGSS, Juan de Dios Rodríguez, quien fue detenido por fraude y quien fue secretario privado de Otto Pérez Molina; otro de los capturados fue Otto Molina Stalling, quien era hijo de la presidenta de la Cámara Penal de la Corte Suprema de Justicia de Guatemala, Blanca Stalling, él fungía como subgerente financiero del IGSS en 2014, y fue detenido por supuestamente concertarse «con el ánimo de obtener beneficios económicos ilícitos a cambio de la adjudicación de un contrato millonario a la Empresa PISA, que no llenaba los requisitos, ni contaba con estructura básica para brindar el servicio a pacientes renales del Instituto Guatemalteco de Seguridad Social» y se habrían quedado con el quince por ciento del total del monto del contrato, el cual asciende a los ciento dieciséis millones de quetzales. También estaba Max Quirín Schöder, vocal de la Junta Directiva en representación del CACIF, quien desde 1990 había destacado en el mundo empresarial cafetalero; sus negocios y fincas se concentran en la Empresa Comercial Agrícola, S.A. (ECOAGRO) con sede en Cobán.
En este caso, de acuerdo a las escuchas telefónicas interceptadas, el supuesto pago ilegal negociado sería del quince al dieciséis por ciento de la adjudicación. Por su parte, los miembros de la Junta Directiva del IGSS fueron sindicados de fraude, pues en la sesión ordinaria del 4 de noviembre de 2014 aprobaron por unanimidad la adjudicación luego de analizar lo actuado. Entre los miembros de la junta directiva del IGSS capturados estaba también Julio Roberto Suárez Guerra, presidente del Banco de Guatemala, por delito de fraude.
También se supo que los representantes del sindicato de trabajadores del IGSS (STIGSS) paralizaron sus labores en la consulta externa del hospital de accidentes y bloquearon la Calzada San Juan -una de las de mayor circulación vehicular en la ciudad de Guatemala- como medida de presión para que la representante del IGSS and la Junta Directiva de dicho instituto fuera liberada.
El detenido era el responsable de remitir a los pacientes con insuficiencia renal hacia las instalaciones de Pisa de Guatemala S.A. para que recibieran el tratamiento. Se le acusaba de no haber adoptado las acciones pertinentes para resguardar la vida de los pacientes remitidos, ya que, aun siendo consciente de que corrían peligro inminente, nunca frenó el envío de pacientes renales a dicha droguería.
El 12 de febrero de 2021 la Corte Suprema de Justicia confirmó la sentencia absolutoria para todos los integrantes de la junta directiva.

#### Caso «Negociaciones de salud»
En 16 de julio de 2015, la CICIG presentó su reporte de financiamiento de partidos políticos en Guatemala e indicó que una forma de financimiento era el apoyo de los grupos élites en aportes monetarios o contribuciones que van desde el financiamiento de actividades del partido hasta el apoyo logístico para el transporte de candidatos.  Estos grupos han mantenido influencia en el Ejecutivo y en el Legislativo a cambio de estos aportes, que constituyen ilícitos porque no son reportados al Tribunal Supremo Electoral;  las razones para ocultar estos aportes son:  (a) no existe una cultura de transparencia en las donaciones políticas y los empresarios prefieren que sus nombres no aparezcan vinculados con proyectos políticos particulares, (b) en muchas ocasiones se apoya a varios candidatos en una misma contienda electoral, y (c) para el partido es mejor no declarar los recursos recibidos y así poder manejarlos a discresión.
La CICIG pudo identificar tres formas de financiamiento de las élites empresariales a los partidos políticos, entre ellas la figura del recaudador, quien es una persona que recibe aportes para campañas electorales sin reportarlos al TSE ni a la contabilidad de los partidos y ya en el gobierno favorecen a los financistas. Los recaudadores actúan en los diferentes niveles de la competencia política y movilizan fondos de proveedores del Estado, donantes que prefieren mantener el anonimato y estructuras criminales.  En las campañas presidenciales actúan independientemente de los partidos movilizando recursos directamente para el candidato presidencial.
Durante el gobierno de Álvaro Colom, Gustavo Alejos fue nombrado secretario privado de la presidencia, desde donde logró una importante influencia política y convertirse en facilitador de negocios propios y ajenos.  Había sido financista y operador de Colom durante las campañas de 2003 y 2007 e influyó en el nombramiento y destitución de funcionarios. Durante este período, las empresas vinculadas con é fueron beneficiadas por contratos públicos y su hermano y padre fueron nominados como candidatos a diputados por la UNE.
El 27 de octubre de 2015, el Ministerio Público y la CICIG allanaron varias propiedades de Gustavo Alejos Cámbara y capturó a más de diez personas que lo habrían ayudado en actividades de ventas irregulares de medicinas al Estado de Guatemala y especialmente al Instituto Guatemalteco de Seguridad Social. De acuerdo a los documentos presentados por la CICIG y el MP, la red dirigida por Alejos Cámbara habría funcionado de esta forma:
- Algunos proveedores acuden a los operadores para procurar la venta de su producto o servicio al IGSS, y los operadores se dirigían a los funcionarios periféricos para incentivar o promover el consumo de ese producto en el IGSS.
- Los operadores también acudían a funcionarios centrales para manipular el proceso de adquisición.  Hay proveedores que también se dirigen directamente a los funcionarios centrales.
- La actividad irregular se llevaba a cabo de comisiones porcentuales pagadas por el proveedor que eran compartidas entre los funcionales centrales y periféricos.[21]

## Hospitales
- Hospital General Dr. Juan José Arévalo Bermejo
- Hospital General de Enfermedades
- Hospital General de Accidentes "Ceibal"
- Policlínica Zona 1
- Unidad Periférica Zona 5
- Unidad Periférica Zona 11
- Unidad de Consulta Externa "Autonomía"
- Camip 2 Barranquilla
- Camip 3 Zunil
- Consultorio de Villa Nueva
- Consultorio de Villa Canales
- Consultorio de Fraijanes
- Consultorio de San José Pinula
- Consultorio de Palencia
- Unidad Asistencial de Amatitlán
- Unidad Asistencial de San Juan Sacatepéquez
- Complejo Hospitalario Pamplona